# Мала Яблунька
Мала́ Я́блунька — село в Україні, у Маневицькій селищній громаді Камінь-Каширського району Волинської області. Населення становить 153 осіб.

## Історія
12 червня 2020 року, відповідно до розпорядження Кабінету Міністрів України № 708-р «Про визначення адміністративних центрів та затвердження територій територіальних громад Волинської області», село увійшло у склад Маневицької селищної громади.
19 липня 2020 року, в результаті адміністративно-територіальної реформи та ліквідації  Маневицького району, село увійшло до складу новоутвореного Камінь-Каширського району.

## Населення
Згідно з переписом УРСР 1989 року чисельність наявного населення села становила 159 осіб, з яких 69 чоловіків та 90 жінок.
За переписом населення України 2001 року в селі мешкали 153 особи.

### Мова
Розподіл населення за рідною мовою за даними перепису 2001 року:
| Мова       | Відсоток |
| ---------- | -------- |
| українська | 99,35 %  |
| російська  | 0,65 %   |